# 積家
46°36′46″N 6°14′12″E / 46.61279°N 6.23678°E
積家（法语：Jaeger-LeCoultre，法語發音：[jɛgɛʁ ləkultʁ]）為一家位於瑞士勒桑捷的奢華鐘錶製造商。積家於十九世紀上半葉成立，自2000年起開始成為瑞士奢侈品集團歷峰集團（Richemont）旗下的全資子公司。
积家被视为历峰集团旗下的顶尖品牌之一。 迄今为止，积家已擁有數百項發明和上千款自製機芯，其中包括世界上最小的機芯、世界最複雜的腕錶之一（Grand Complication）以及近乎恆動的時計（Atmos空氣鐘）。 時至今日，積家已推出八款獨特的時計系列，並在不同領域結成多方合作關係，例如海洋保護、賽車運動與馬球馬術賽事等。

## 歷史

### 早期历史

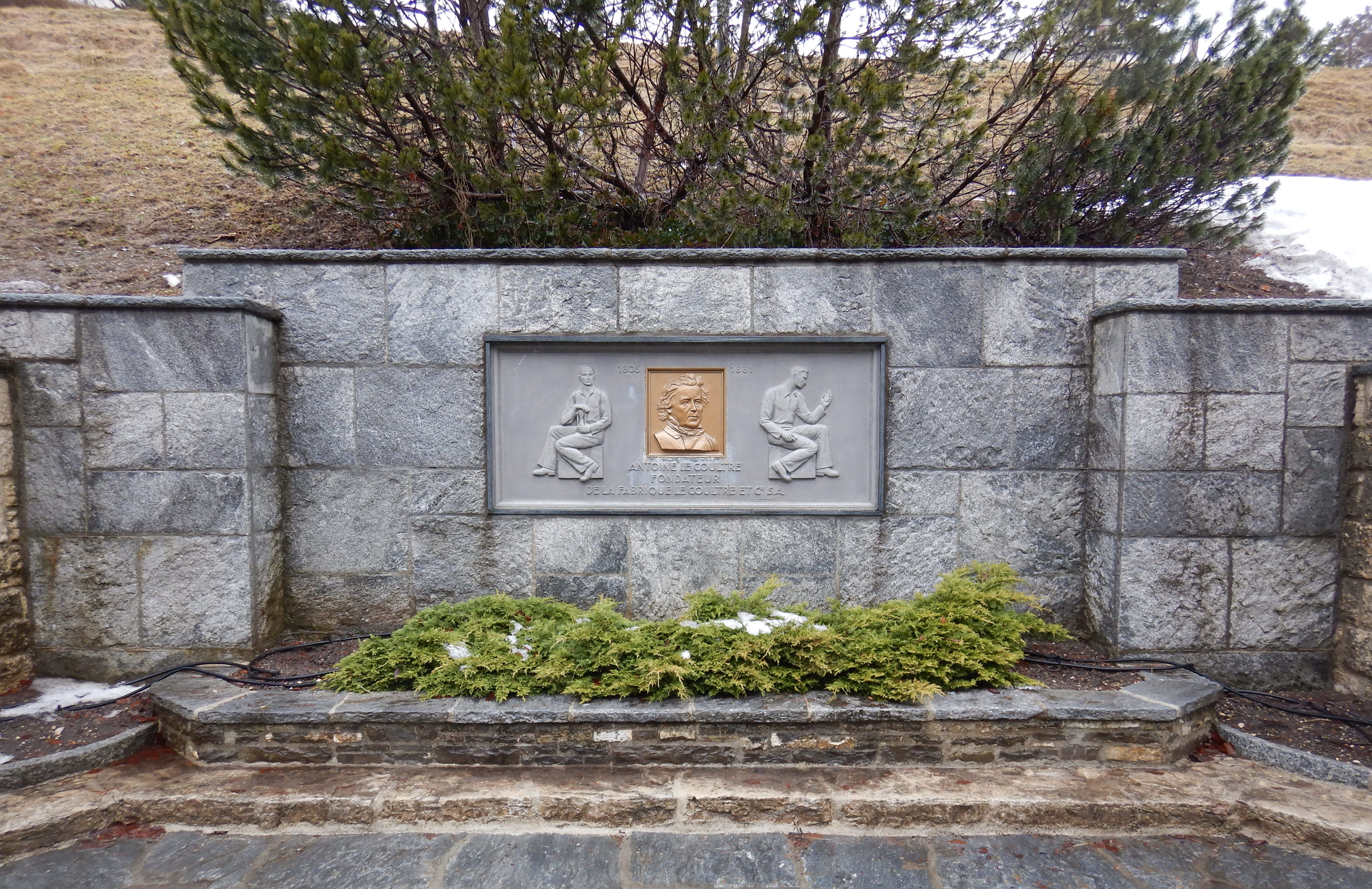
安東尼•勒考特（Antoine LeCoultre）纪念碑

瑞士勒考特家族的最早記錄可追溯到十六世紀。當時，身為法國胡格諾教徒的皮埃爾•勒考特（Pierre LeCoultre，約1530~約1600）為躲避宗教迫害，從法國一個名為Lisy-sur-Ourcq的小村莊，逃到日內瓦。1558年，皮埃爾獲得日內瓦「居民」身份，並於次年在汝拉山谷獲得一塊土地。隨著時間的流逝，在汝拉山谷逐漸形成一個小型社區。1612年，皮埃爾之子在此地建立一座教堂，勒桑捷從此成立，也即今日積家錶廠總部。
1833年，安東尼•勒考特（Antoine LeCoultre，1803-1881）發明出一種能從鋼片車削出鐘錶齒輪的機具，並隨即在勒桑捷成立一家小型製錶工坊，集合所有鐘錶技術來打造各種高品質鐘錶。 1844年，安東尼發明出世界上最精準的測量儀器──微米儀。1847年，又研製出「無匙上鏈」系統，對鐘錶進行上鏈與調校。 1851年，安東尼因在計時精準和機械化上的貢獻，在首屆倫敦世界博覽會上獲得金獎。
1866年，各種製錶技術散落於數百家小工坊。 就在這一年，安東尼與其子艾利•勒考特（Elie LeCoultre，1842-1917）共同創辦了汝山谷第一家綜合型製錶廠——LeCoultre & Cie.錶廠，將所有制表工藝彙聚到統一廠房之中。隨著錶廠的成立，1870年，首枚以半機械化工序製作的複雜機芯得以問世。
同年，錶廠員工人數已達500名，被譽為「汝山谷大工坊」（Grande Maison of the Vallée de Joux）。至1900年，錶廠一共推出350多枚各式機芯，其中包括128枚計時機芯和99枚問表機芯。從1902年開始，LeCoultre & Cie.錶廠連續三十年為日內瓦百達翡麗錶廠（Patek Philippe of Geneva）供應大部分半成品機芯。

### 公司重组
1903年，來自巴黎的法國海軍專屬製錶師艾德蒙•耶格（Edmond Jaeger）帶著他所創製的超薄機芯，前往瑞士尋找廠家開發並製作。當時，LeCoultre & Cie.錶廠由安東尼之孫雅克-大衛•勒考特（Jacques-David LeCoultre）負責。雅克接過這一挑戰，超薄系列懷錶從此誕生，其中便有1907年推出的搭載勒考特145型機芯的世界最纖薄的懷錶。 同年，耶格客戶法國珠寶商卡地亞（Cartier）與巴黎製錶商簽訂合同，規定在十五年內耶格的所有機芯僅能供卡地亞獨家使用。而這些機芯便是在勒考特的錶廠生產。
得益於耶格與勒考特的合作，公司於1937年正式命名為“積家（Jaeger-LeCoultre）”。 

### 近期发展
然而，從1932年到約1985年間，銷往北美的鐘錶皆採用勒考特之名，其後才在全世界統一使用積家品牌標誌。根據工廠記錄，最後一枚用於「美國勒考特（American LeCoultre）」鐘錶的機芯於1976年從勒桑捷發出。 
一些收藏家和被誤導的經銷商錯誤地宣稱，「美國勒考特」與瑞士積家毫無關係。這一謠傳源於1950年代，當時勒考特的北美經銷商為Longines-Wittnauer集團，該集團同時也是江詩丹頓（Vacheron Constantin）時計經銷商。因此，收藏家們混淆了這些錶廠的銷售管道。據積家愛好者Zaf Basha所言，神秘的「Galaxy」系列高級錶盤鑲鑽腕錶，為江詩丹頓與勒考特針對美國市場合作推出的錶款。其正面刻有“勒考特”字樣，而錶殼上則刻上「江詩丹頓——勒考特」印記。勒考特商標於1985年到期，隨後由積家商標取而代之。

## 钟表制造

### 重要发明及专利

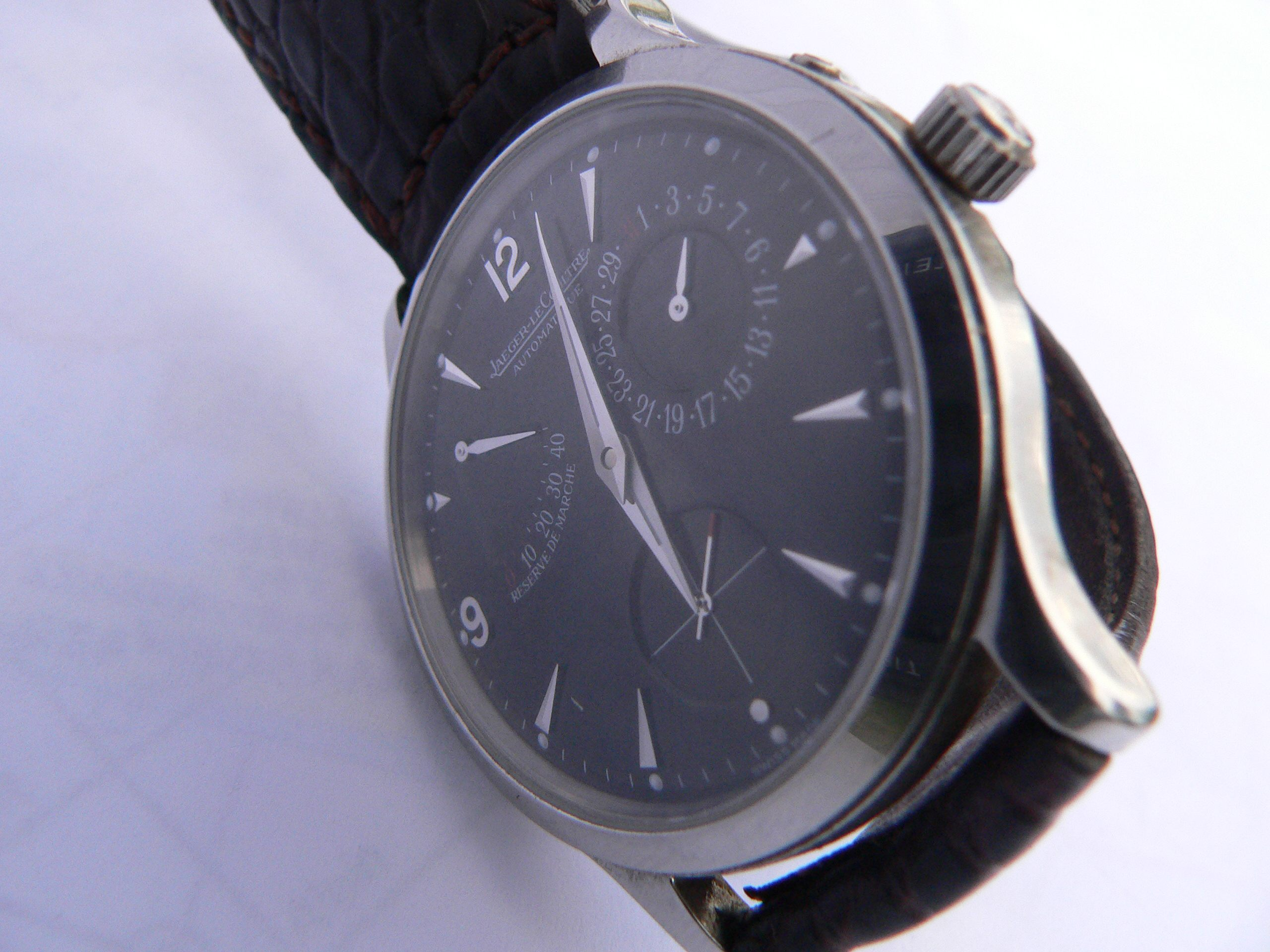
一枚配備星期、月份及動力儲存顯示的積家自動上鏈機械機芯腕錶

積家成立後，迄今已經推出1242枚各式機芯，擁有約400項註冊專利和數百項發明。 
- 1844年，微米儀由安東尼•勒考特於發明，為歷史上第一台精確到微米、能準確製作鐘錶零部件的工具。因當時瑞士並無如此考量系統，該發明未曾申請專利。然而，積家嚴格保守其獨特的構造設計機密，並已在錶廠沿用五十多年。1900年，微米儀在巴黎世博會展出[11]。
- 1847年，安東尼發明了無匙上鏈表——世界上首款無需鑰匙即可進行上鏈與時間調校的鐘錶[11]。它憑藉小型按鈕啟動槓桿，實現功能轉換[7]。此項發明同樣未取得專利，因而被其他製錶商廣泛引用[11]。
- 1866年，LeCoultre & Cie.錶廠率先開始生產製錶史上首批小型複雜功能機芯，並在1891年為雙重複雜機芯同時搭載計時功能和三問報時功能[12]。隨後，大型複雜功能時計於19世紀90年代中期問世。該類鐘錶至少搭載三種經典時計複雜裝置，例如萬年曆、計時碼錶和三問報時[11]。2004年，積家錶廠推出首枚大型複雜功能腕錶——Gyrotourbillon 1球型陀飛輪腕錶1。該腕錶搭載繞雙軸旋轉的陀飛輪、配備兩枚逆跳指針的萬年曆、以及不停運轉的時間等式[11]。2006年，積家推出Reverso grande complication à triptyque超卓複雜功能三面翻轉腕錶，這是製錶史上首款以單枚機芯驅動三個錶盤的腕錶[13]。2009年，Hybris Mechanica à Grande Sonnerie大自鳴腕錶問世。該腕錶搭載26種複雜裝置，為世界上最複雜的腕錶[14]。
- 1907年，勒考特145型機芯以1.38毫米厚度創下全球最纖薄機芯紀錄，搭載此機芯的懷錶至今仍保持著同類產品的最高纖薄紀錄[11]。從1907年到1960年代，該機芯共出品400多枚[15]。

### 环保评级
2018年12月，世界自然基金会（WWF）发布官方报告，包含对瑞士15个主要钟表及珠宝生产商的环保评级。 其中积家连同其它3个生产商（包括江诗丹顿、卡地亚）的评级为一般（"Upper Midfield"），意味着作为钟表生产商积家采取了一定的措施以消除其生产活动对环境及气候变化所造成的影响。
在钟表及珠宝制造行业，主要的环保隐患有二：1）生产活动的不透明；2）对珍贵原材料的大量开采，主要包括金矿。而后者是造成众多环境问题的重要因素之一，比如水土污染、土壤退化、森林破坏等。 据估计，钟表及珠宝行业每年消耗超过2000吨的黄金，占全球黄金产量的50%以上，而大多数情况下，钟表制造公司不能或不愿意说明其原材料的来源以及原材料供应商是否采用环保的开采方式。

## 著名表款

### Reverso翻轉腕錶
「Reverso」之名源於拉丁語，意為「我翻轉」。Reverso翻轉腕錶於1931年推出，能抵抗馬球運動中的強烈撞擊：其錶殼可在框架內旋轉，以保護腕錶鏡面。Reverso翻轉腕錶為裝飾藝術設計經典，至今仍在生產。

### Duoplan腕錶
1925年，兼顧微型化與精準度的勒考特7BF型機芯Duoplan腕錶問世。當時，體積小巧的腕錶風靡一時；但機芯尺寸減小的同時，穩定性也將隨之降低。Duoplan腕錶由Etablissements Ed. Jaeger技術總監Henri Rodanet設計，採用雙層結構（腕錶因此而得名）來支撐大尺寸平衡擺輪。
Duoplan腕錶同樣是首批以精鋼打造的鑲鑽腕錶之一。1929年，腕錶鏡面以藍寶石水晶取代原有的玻璃材質，在製錶業堪稱首創。此外，積家還在倫敦勞合社（Lloyds of London）為Duoplan腕錶投保。這樣，腕錶就能享有專門的售後服務，受損機芯也能在幾分鐘內得到更換。為此，積家位於倫敦的主要經銷店店主泰姆（Tyme）特意在櫥窗上張貼以下標語：「從維修到交件，不到一支煙的功夫。」

### Joaillerie 101腕錶
隨著Duoplan腕錶的出現，積家於1929年推出迄今仍保持世界最小機械機芯紀錄的101型機芯。該機芯最初由74枚零件組成（今天則採用98枚零件），總重量不足1克。1930年代，第二款搭載101型機芯的Joaillerie 101 Étrier高級珠寶腕錶問世。1953年，英國女王伊莉莎白二世佩戴積家101型機芯腕錶出席其加冕禮。

### Atmos空氣鐘

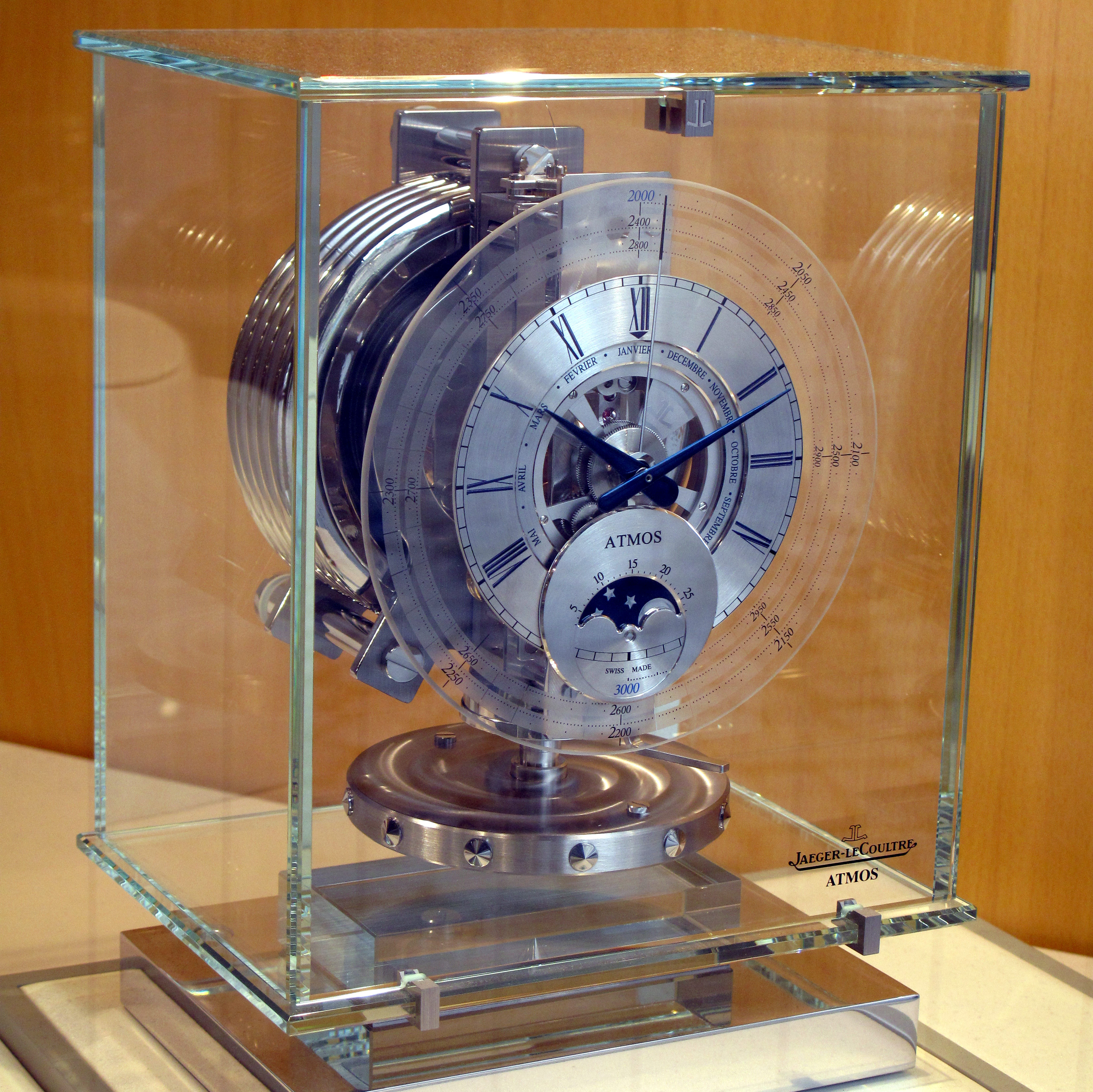
Atmos空氣鐘

Atmos空氣鐘是最接近恆動的一種時計。它無需手動上鏈、也幾乎不耗能量。它從環境中微小的溫度與大氣壓力變化中獲取能量，無需手動上鏈即可經年持續運行。機芯通過一個充滿混合氣體的密封膨脹室實現上鏈。僅僅一度的溫差，就能為其提供運行兩天所需的能量。擺輪懸吊於一根細如髮絲的合金鋼絲上，每分鐘完成兩個擺動週期。其傳動裝置無需上油潤滑。空氣鐘以精準而聞名天下：例如，月相顯示每隔3821年才產生一日誤差。
1928年，瑞士工程師Jean-Léon Reutter在納沙泰爾（Neuchâtel）發明空氣鐘，自1950年起成為瑞士政府饋贈貴賓的官方禮物。首款空氣鐘，也即今日所稱的「Atmos 1空氣鐘」，於1928年獲得專利，並由CGR公司（La Compagnie Générale de Radiologie）於1930年在市場銷售。隨後，積家於1936年和1937年分別在法國和瑞士購得此項專利，並歷經十年改進研究，於1946年開始將此項專利結合當時技術手段，投入生產。
1988年，Kohler與Rekow設計公司設計出兩件式限量版空氣鐘陳列窗。2003年，錶廠推出Atmos Mystérieuse神秘空氣鐘。該空氣鐘由1460枚零件構成，搭載積家583型機芯。

### Memovox響鬧腕錶系列
1950年，錶廠推出Memovox響鬧腕錶系列，或名為「記憶的聲音」。其響鬧裝置可用作叫醒鬧鐘、約會和時間提醒。首款Memovox響鬧腕錶系列搭載積家489型機手動上鏈機芯。
1956年，積家推出搭載品牌815型機芯的Memovox響鬧腕錶，成為歷史上首枚自動上鏈響鬧腕錶。不久，為慶祝品牌誕生125周年，積家再次推出Memovox Worldtime世界時響鬧腕錶。1959年，Memovox Deep Sea深海響鬧腕錶問世，該腕錶配備特別的響鬧功能，可提示潛水夫返回水面的時間。1965年，積家推出採用三重錶背專利技術的Memovox Polaris極地響鬧腕錶，優化了聲音在水下的傳播效果。
Memovox Polaris極地響鬧腕錶啟發了Master Compressor大師系列和Amvox系列腕錶的創作靈感。2008年此款腕錶再現重造，取名為Memovox Tribute to Polaris腕錶。

### Geophysic腕錶
1958年，為表達對「國際地球物理年」的敬意，積家特別推出一款抗磁、防水、防震的腕錶。經當時積家老員工Jules-César Savary的提議，Geophysic精密計時腕錶被用於南極洲的科考基地。該腕錶搭載積家478BWS型機芯、裝配17枚寶石軸承、在擺輪夾板配置調節彈簧、配備寶璣雙層遊絲、減震器以及鈹青銅合金（Glucydur®）平衡擺輪等。同年，該腕錶被贈與William Anderson「鸚鵡螺號」核潛艇的艇長威廉•R•安德森（William R. Anderson）。該艇為第一艘穿越北極、於太平洋與大西洋之間航行的美國核潛艇。

### Master大師系列

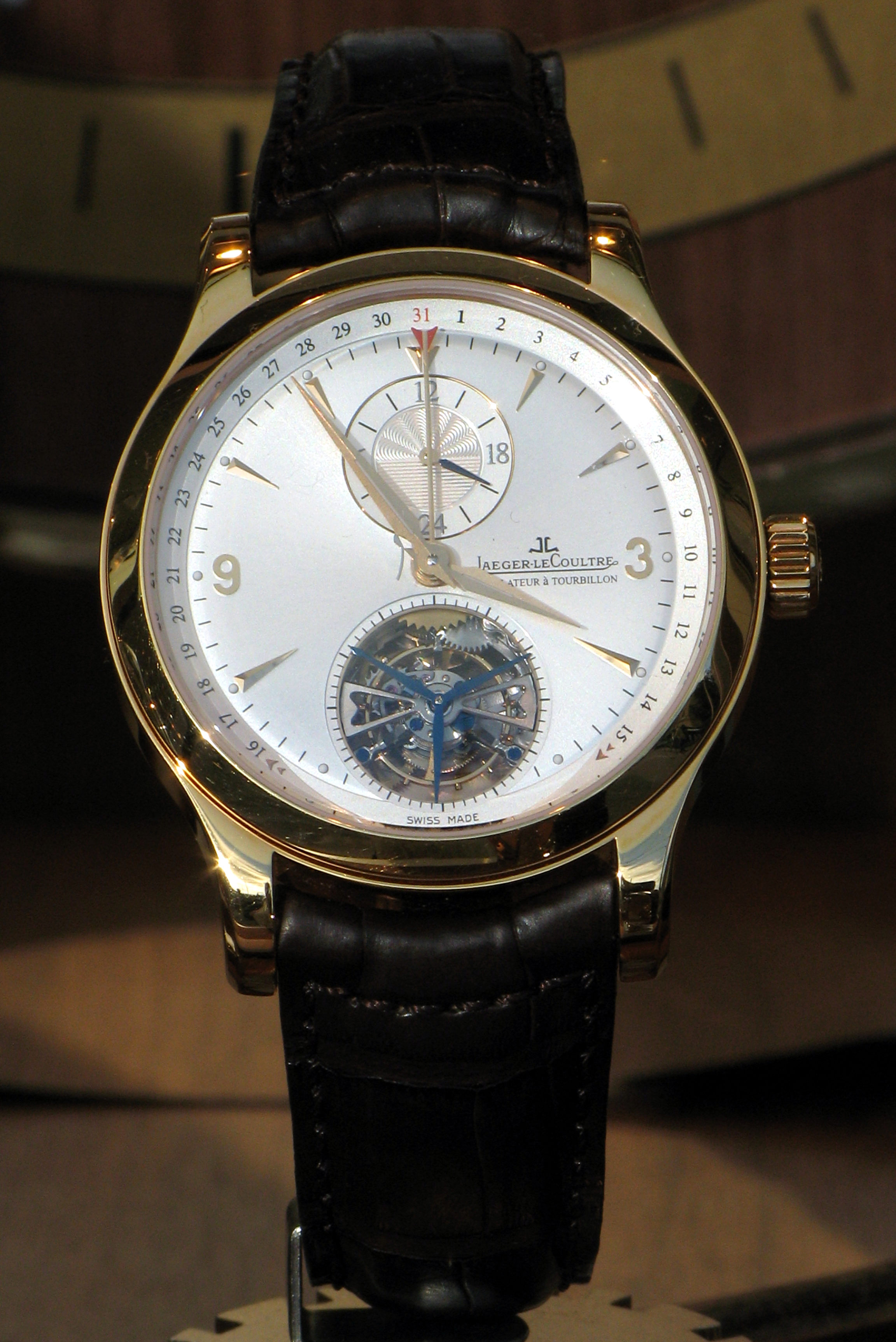
一枚配置陀飛輪的積家腕錶

今天，除101型機芯和Atmos空氣鐘外，所有的積家時計均經過「1000小時測試」。
「1000小時測試」最早應用於1992年誕生的Master Control大師系列腕錶。每一枚腕錶都需經歷長達1000小時（將近六周）的六項測試，以達到改善腕錶可靠度和精準度的目的。隨後，Master大師系列腕錶又逐步推出新品：Master Ultra-Thin超薄大師系列腕錶、Master Grande Tradition超卓傳統大師系列腕錶和Master Extreme極限大師系列腕錶。
Master Compressor大師系列於2002年推出，其設計靈感來自1965年問世的Memovox Polaris腕錶，將尖端的錶殼技術和高級鐘錶機芯融為一體。Master Compressor大師系列腕錶為Master Extreme極限大師家族一員，配置可使錶殼防水的壓縮螺旋按鈕，故而得名。
Master Compressor Extreme LAB極限運動大師系列腕錶被積家譽為世界上第一枚真正免潤滑劑、且配備最複雜高級計時功能的腕錶。The Master Compressor Navy SEALs®潛水大師系列腕錶能在最極端的環境下，配合美國海軍精英潛水戰鬥部隊海豹突擊隊完成使命。

### Duomètre雙翼系列
Duomètre雙翼系列的設計靈感來自1880年製造的計時器，它採用雙翼機芯概念，由同一調校機構同步驅動兩組獨立機械裝置。每組機械裝置均配備獨立的動力來源和運轉輪系。其中一組為擺輪提供動力，而另一組則控制各種功能。這樣，腕錶可將計時精確到六分之一秒，同時不影響其他複雜裝置的正常運行。

### Rendez-vous約會系列
Rendez-vous約會系列僅推出女士錶款，其靈感來自Master Control大師系列，採用圓形造型，搭配珍珠母貝細工鑲嵌錶盤，並以鑽石裝點。
Rendez-Vous Night & Day約會系列女裝日夜顯示腕錶配備晝夜顯示功能，6點鐘位置設太陽和月亮顯示，搭配鑲鑽錶圈和自動上鏈機械機芯。Rendez-Vous Tourbillon約會系列陀飛輪腕錶尺寸較大，內置旋轉框架，以減少重力影響，並備有日期顯示功能款式。

### AMVOX系列
早在1920年代，阿斯頓•馬丁汽車儀錶盤上便已配備耶格製作的速度計。受此啟發，積家和阿斯頓•馬丁於2004年再次合作，連袂推出AMVOX系列腕錶，以表達對賽車運動的敬意。該系列腕錶採用270度弧形錶盤設計，象徵經典的儀錶盤，並搭配阿斯頓•馬丁汽車標誌性配色。其經環狀緞面處理的錶盤，令人想起汽車的盤式刹車片。錶冠設計靈感則來自阿斯頓•馬丁汽車的油箱蓋。
AMVOX2 Grand Chronograph大型計時腕錶採用積家專利設計，即可通過旋轉錶殼垂直啟動的機械計時裝置，無需傳統按鈕，就能計時。

### Hybris Mechanica系列
Hybris Mechanica系列是積家大型複雜功能腕錶家族一員。此系列每一款腕錶均配置獨特的複雜功能，其中大多數為製錶業首創。例如：Duomètre Sphérotourbillon雙翼立體雙軸陀飛輪腕錶搭載可精確調校至秒鐘的陀飛輪；Reverso Répétition Minutes à Rideau三問翻轉腕錶首次加入三問報時簾幕，作為腕錶的第三個表面覆蓋其中一個錶盤；Master Grande Tradition Grande Complication超卓傳統複雜功能大師系列腕錶配備一枚遵循天體運轉規律運行的飛行陀飛輪，可顯示恆星時間，並搭載內設教堂音簧的三問報時裝置；Hybris Mechanica à Grande Sonnerie大自鳴腕錶內設音簧，可演繹完整的大本鐘報時聲；Reverso Gyrotourbillon 2球型陀飛輪翻轉腕錶將球體形陀飛輪與可翻轉錶殼和圓筒形擺輪相結合；Master Compressor Extreme LAB極限運動大師系列腕錶採用免潤滑劑設計；Gyrotourbillon 1球型陀飛輪腕錶將陀飛輪置於三維空間內旋轉，以抵消各個方位的重力影響。

### 高級珠寶腕錶系列
高級珠寶腕錶系列指由貴金屬和寶石製成、並以裝飾藝術提升美感的時計。截至2013年初，該系列已經推出五大時計作品：Joaillerie 101 Feuille 101機芯珠寶腕錶、Joaillerie 101 Résille 101機芯珠寶腕錶、Grande Reverso 101 Art Déco 101機芯裝飾藝術珠寶翻轉腕錶、Extraordinaire La Rose頂級珠寶腕錶和Master Gyrotourbillon 1球型陀飛輪大師系列腕錶。

## 著名客户及佩戴者

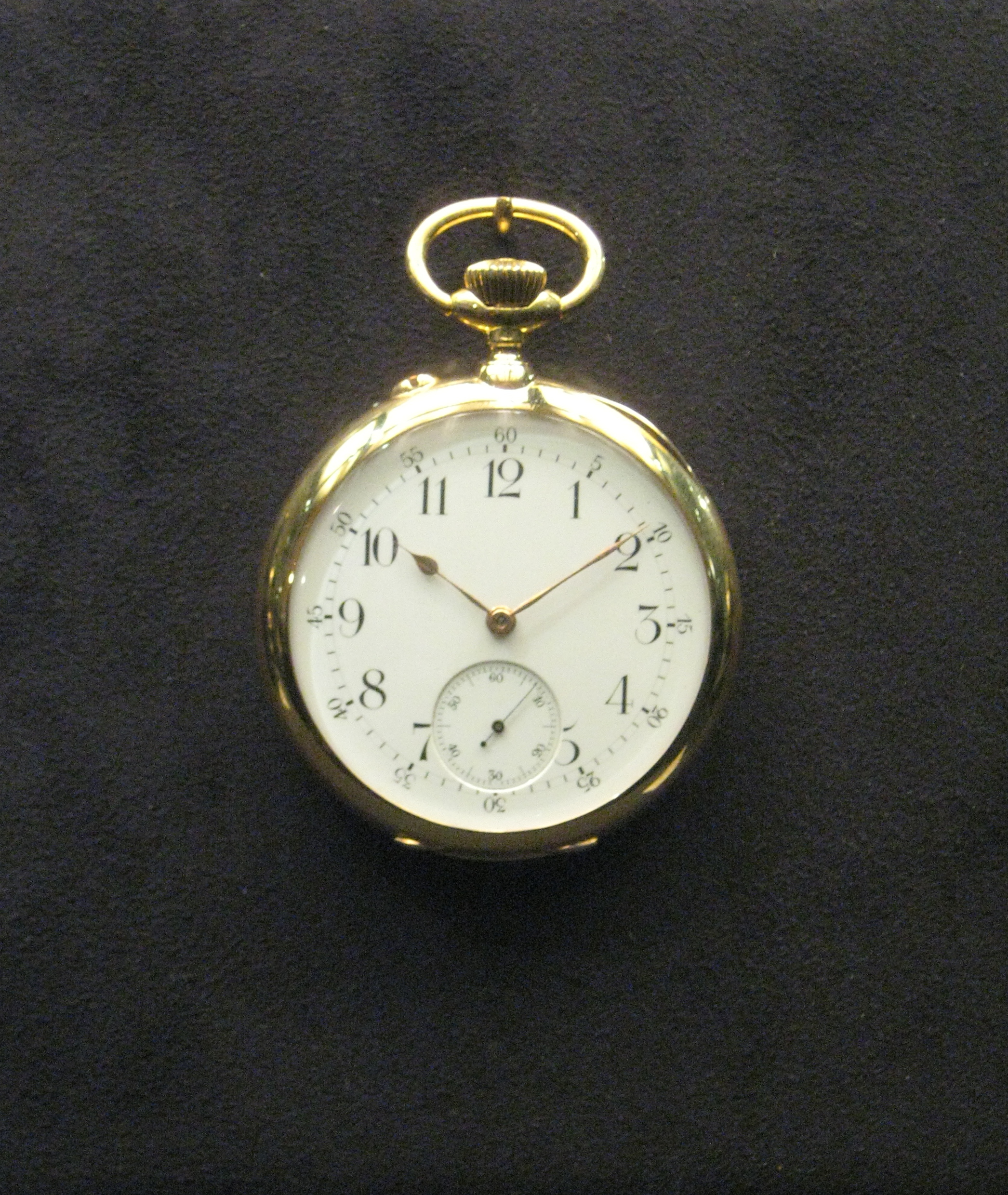
一款积家怀表

### 艺术家
- 查理·卓别林，英国喜剧演员及导演[28]

### 明星
- 莱昂纳多·迪卡普里奥，美国影星、2015年奥斯卡最佳男演员[29][30]
- 小罗伯特·唐尼，美国影星[31]
- 基特·哈灵顿，英国影星[32]
- 杰斯, 美国说唱歌手[33]
- 班奈狄克·康柏拜區，英國影星[34]

### 政治家
- 林登·约翰逊, 美国第36任总统[35]
- 比尔·克林顿, 美国第42任总统[36]
- 道格拉斯·麦克阿瑟, 美国五星上将[37]

### 皇室成员
- 爱德华八世, 英国国王[38]
- 伊丽莎白二世, 英国女王[39]

## 合作夥伴
積家與《國際先驅論壇報》及聯合國教科文組織世界遺產中心攜手，致力推動世界海洋遺址保護計劃。該合作將為世界遺產委員會首要專案提供經費和媒體宣傳，增錄新的海洋遺址專案，對46項已經在錄的遺址提出保護對策。每年，《國際先驅論壇報》都將在在印刷媒體和網路上發文刊登該計劃和相關遺址，讓更多的人能夠了解此項合作。
2011年10月，責任珠寶業委員會（RJC）宣佈，積家已經獲得認證，能夠恪守承諾、尊重人權、並遵守RJC成員認證體系規定的道德、社會和環境標準。
2004年，積家與雅士頓·馬田正式合作，聯合推出Aston Martin Jaeger-LeCoultre男士腕錶——AMVOX1腕錶。其設計靈感來自兩家公司之間長達七十年的歷史淵源。早在1930年代，1.5升雅士頓·馬田LM跑車作為國際賽車運動的常規賽冠軍，其儀錶盤便已經搭載由積家研製的設備。
2012年，積家與著名皮具品牌瓦萊可斯特拉合作，為其女士翻轉腕錶搭配雙圈錶帶。
自1931年起，積家已經與馬術屆結緊密合作，並成為Veytay馬球俱樂部的合作夥伴之一。

## 外部連結
- , Jaeger-Le Coultre, （原始内容存档于2007-04-18）.
- (video), Webcreation industry,   [2014-02-27], （原始内容 (MS WMV)存档于2016-03-03）.
- , Haute horlogerie,   [2007-04-30], （原始内容存档于2007-12-12）.
- , Atmos Adam,   [2014-02-27], （原始内容存档于2021-01-24）.
- , Tendance horlogerie, （原始内容存档于2009-12-12）.
- , Richemont,   [2020-09-16], （原始内容存档于2017-10-25）.